# Villa Parkstraße 3 (Dresden)

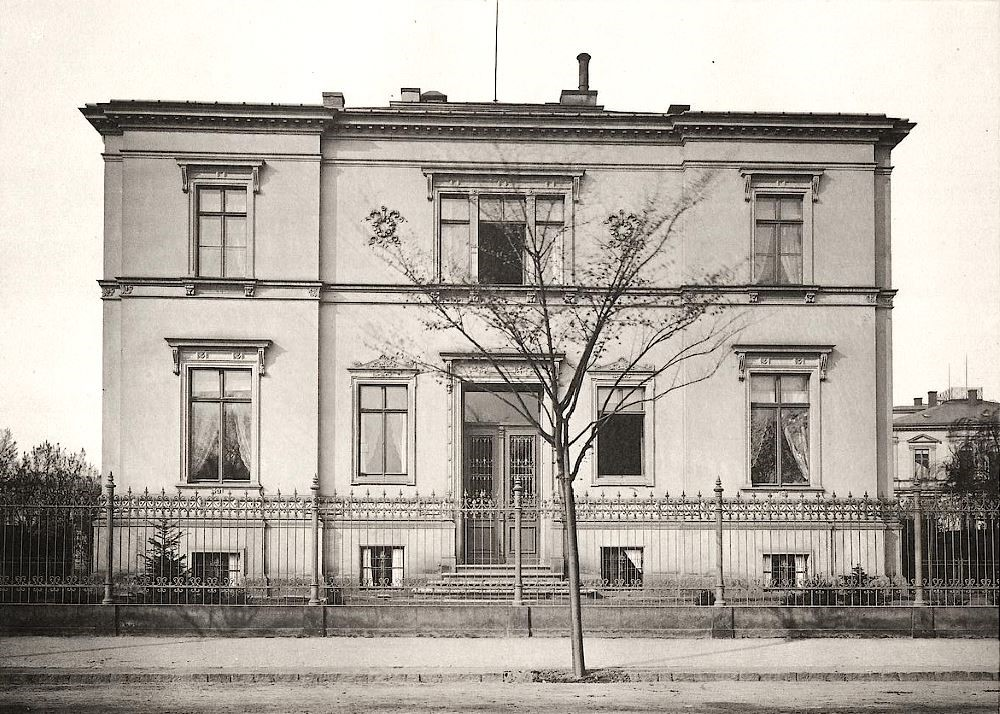
Villa Parkstr. 3 (1875)

Die Villa Parkstraße 3  in Dresden wurde 1867–1868 nach Plänen von Hermann Nicolai für den Medizinalrat Friedrich Hugo Seiler erbaut. Bemerkenswert sei die „ausgewogene“ Komposition des Hauses als Ganzes. Die Schmucklosigkeit des 1945 im Zweiten Weltkrieg zerstörten Baus sei „schulbildend“ und könne „kaum übertroffen“ werden.

## Beschreibung
Die Villa Seiler war eine zweigeschossige Villa mit flachem Walmdach. Die Fassade hatte eine Frontlänge, die fünf Fensterachsen einnahm. Der in der Mitte einer Fassadenrücklage befindliche Hauseingang und seitlich je eine Fensterachse wurden von leicht vortretenden Seitenrisaliten mit je einer Fensterachse gerahmt. Über dem Hauseingang im ersten Obergeschoss befand sich ein Drillingsfenster. Die Geschosse waren voneinander durch Gesimse getrennt. Während zwischen Sockel- und Erdgeschoss ein einfaches Gesims zu sehen war, wurde das Erd- vom Obergeschoss durch ein Sohlbankgesims getrennt. Die rechteckigen Fenster hatten „schlicht profilierte“ Fenstergewände. Oberhalb der Fenster war eine gerade Verdachung angebracht, die auf Konsolen ruhte.